# ВАЗ-2107
ВАЗ-2107 («сімка») — чотиридверний п'ятимісний легковий автомобіль з кузовом типу «седан» і приводом на задні колеса. Остання модель з сімейства «класики» Волзького автомобільного заводу.

## Опис моделі

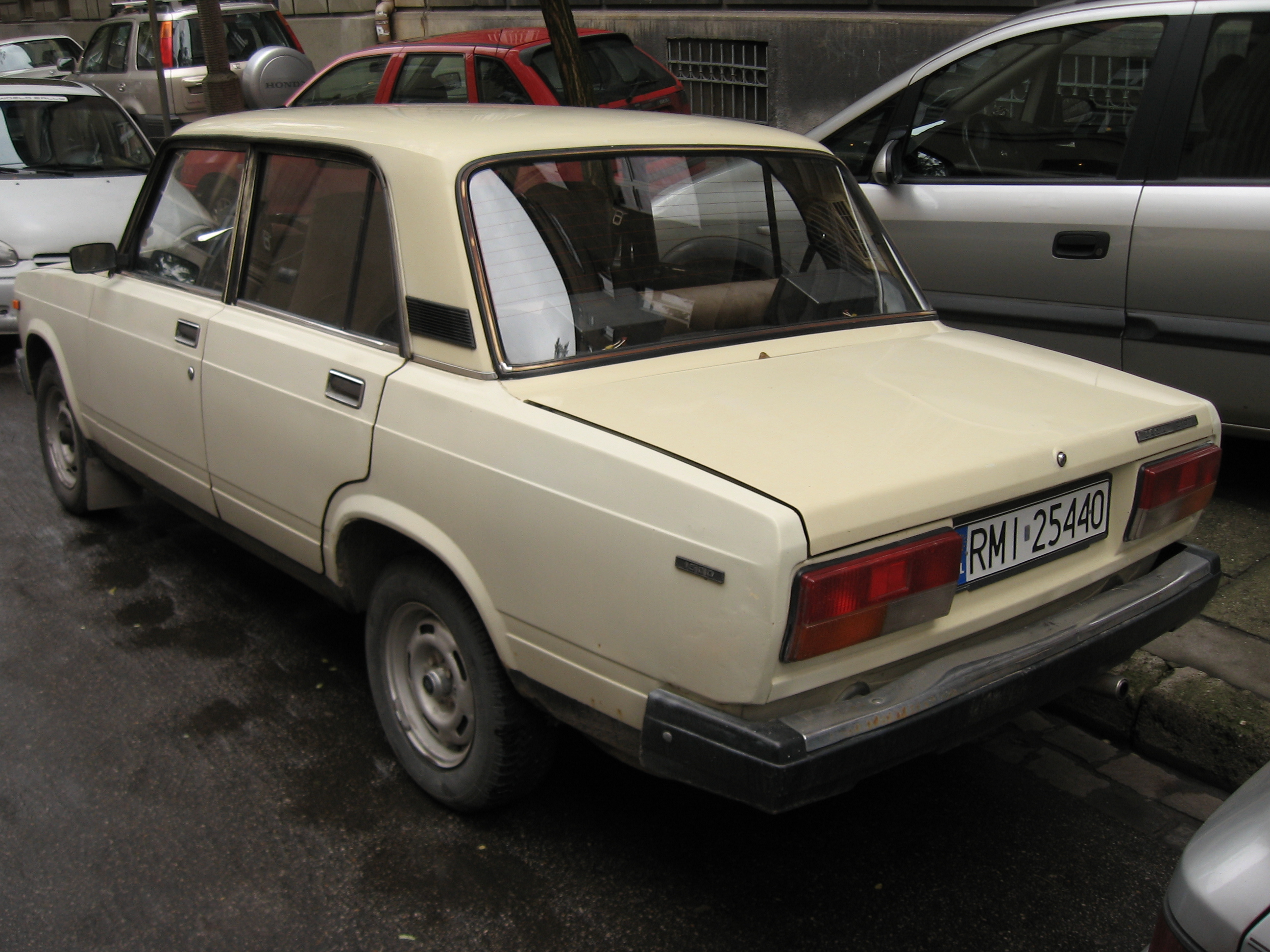
ВАЗ-2107

На початку 1970-х в КБ АвтоВАЗ почалася робота зі створення другого покоління задньопривідних легкових автомобілів, покликаних замінити серійні моделі ВАЗ-2101, ВАЗ-2102, 2103. Так само як і у випадку з попередніми моделями планувалося створення автомобіля з кузовом седан в стандартній комплектації (модель 2105), автомобіля з вантажно-пасажирським кузовом типу «універсал» (2104) і автомобіля з кузовом седан класу «люкс» (2107). Сьома модель практично повністю повторювала п'яту, проте відрізнялася поліпшеним зовнішнім виглядом, (дещо іншою конфігурацією задніх ліхтарів і хромованою фальшрешіткою), більш комфортабельним салоном, новими зручними кріслами авіаційного типу і більш потужним двигуном. Перші ходові прототипи ВАЗ-2107 були побудовані в 1978 році. Серійне виробництво моделі 2107 стартувало з березня 1982 року. Фактично ВАЗ-2107 відсунув по комфорту і значущості модель ВАЗ-2103, яка незабаром, (в 1984 році), була знята з виробництва, а ось більш люксовий варіант «трійки» модель ВАЗ-2106 продовжувала виготовлятися, як більш дешевий і альтернативний варіант, тим більше що ще більш люксової «сімки» так і не було, оскільки з кінця 1984 року стартувало виробництво більш сучасного передньопривідного сімейства «Супутник», первістком якого став ВАЗ-2108.
ВАЗ-2107 - модифікована люкс-версія автомобіля ВАЗ-2105, яка, в свою чергу, веде своє походження від Fiat 124, малолітражного сімейного седана зразка 1966 року (переможця конкурсу Європейський автомобіль року 1967 року). На експорт ВАЗ-2107 йшов під назвами Lada Nova, Lada Riva, Lada Signet, Lada 1500.
Дизайнер багатьох автомобілів класичного сімейства - Володимир Степанов.
З 2002 до 2012 року ВАЗ-21070 (модифікація ВАЗ-2107) проводився в Україні (ЛуАЗ, ЗАЗ і КрАСЗ). У 2010-2011 роки випускався у Черкасах(Корпорація Богдан) У травні 2008 року збірка LADA 2107 налагоджена на Аргунському заводі «Пищемаш» в Чеченській республіці. З березня 2011 року випуск LADA 2107 освоєний Іжевським автозаводом. У останній рік виробництва автомобіль отримав чорну матову решітку радіатора замість колишньої хромованої
У квітні 2012 року концерн АвтоВАЗ під керуванням Ігоря Комарова ухвалив рішення остаточно припинити виробництво класичної седана LADA 2107 на заводі «ІжАвто». Це рішення ухвалено через сильне падіння попиту на дану модель, а також з-за прискорення робіт в Іжевську з підготовки виробництва до випуску Lada Granta. Останній седан LADA 2107 зійшов з конвеєра заводу «ІжАвто» 17 квітня 2012 року. В Єгипті LADA 2107 збиралася до початку 2014 року. У 2014 році ВАЗ-2107 був знятий з виробництва остаточно.
Виробництво універсалу 2104, уніфікованого з седаном по силовій установці, екстер'єру та інтер'єру передньої частини кузова, продовжилося до 17 вересня 2012 року.

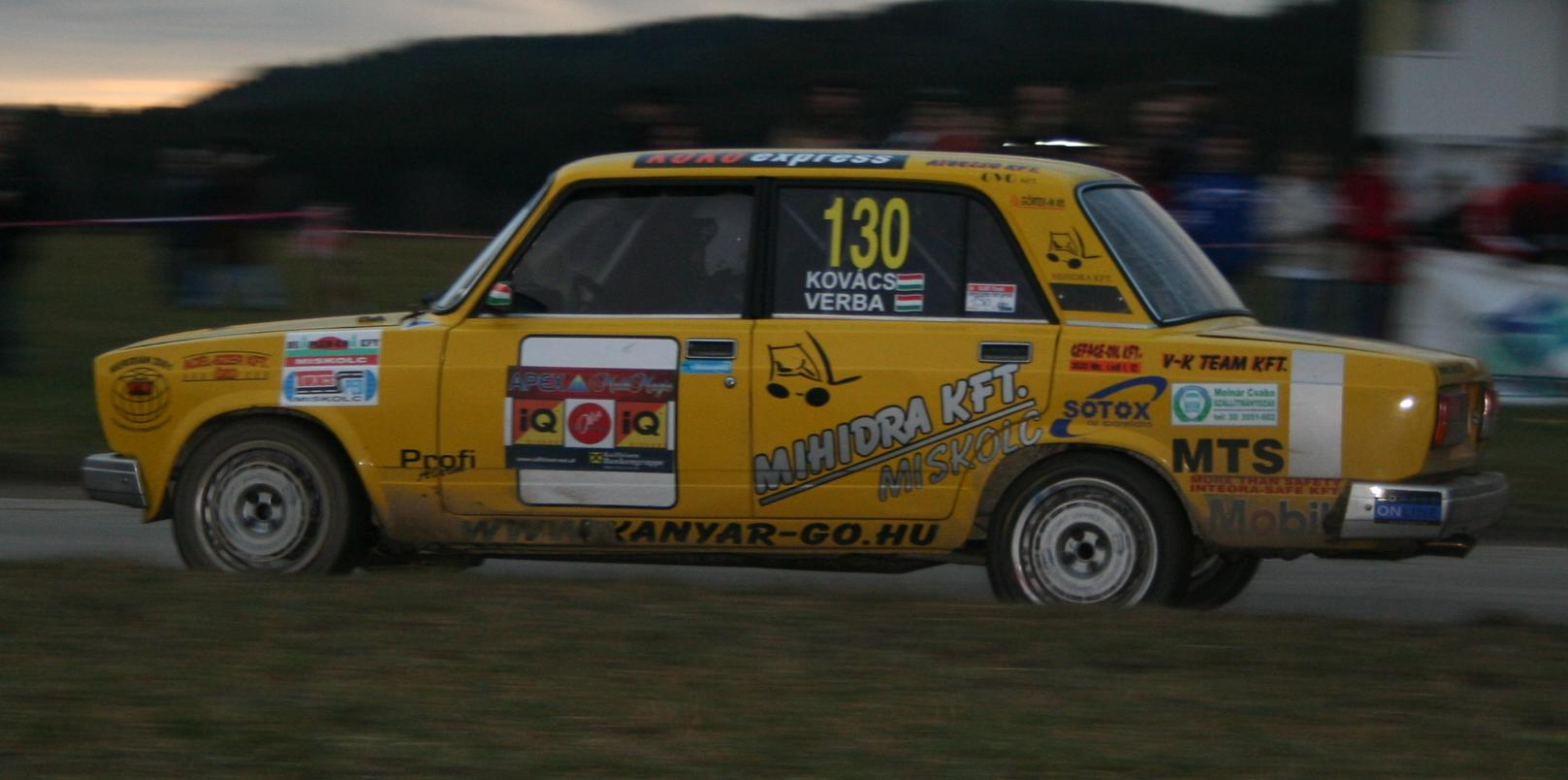
Lada 2107 в автоспорті

## Інші назви (офіційні)
- Lada 1500L
- Lada 2107
- Lada Riva
- Lada Nova

## Основні відмінності від ВАЗ-2105
- Потужніший двигун ваз об'ємом 1,6 л і потужністю 76 к.с.;
- Змінена, часто хромована, решітка радіатора з більшою площею;
- Трохи змінена структура задніх ліхтарів;
- Комфортабельніші передні сидіння з інтегрованими підголовниками;
- Модернізована передня панель приладів (зокрема додані тахометр і спідометр з оцифруванням до 180 км/год, а також покажчик тиску масла (до 1988 року випуску, після був замінений економометром));
- Додані дефлектори холодного повітря («торпедо»), розташовані по центру. У той час, як в ноги (через обігрівач салону) можна направити потік гарячого повітря, через ці дефлектори можна в обличчя направити струмінь холодного повітря;
- Бампери з хромованими накладками;
- Змінена форма капота;
- Трохи змінена форма кришки багажника (без виштамповок), з 2008 року почали ставити кришку багажника з виштамповками як у ВАЗ-2105 у зв'язку з уніфікацією виробництва.
- Змінено деякі деталі салону: оббивки дверей, кнопки блокування дверей, панель радіоприймача («борода»), ручка важеля КПП, форма рульового колеса.
- Змінена система управління освітлювальними приладами (підрульові перемикачі).
- Відрізняється схема електроживлення.

## Модифікації

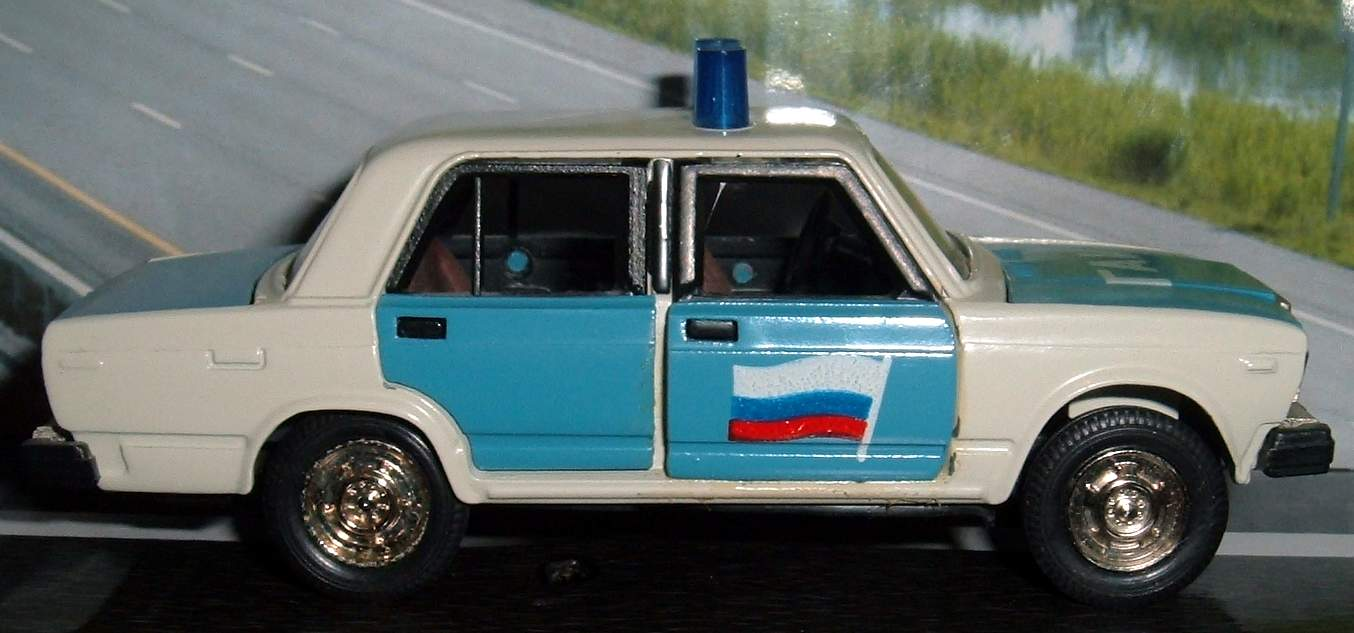
Версія ДАІ

- ВАЗ-2107 — двигун 2103, 1,5 л., 8 кл., карбюратор.

- ВАЗ-2107-20 — модель зовні повністю ідентична ВАЗ-2107, але з двигуном ВАЗ-2103, оснащеним уприскуванням палива (інжектор). Відповідає нормам Євро II.

- ВАЗ-2107-71 — двигун 1,4 літра, 66 к.с. двигун 21 034 (21033-10) під бензин А-76. У порівнянні з двигуном 2103 він має інші характеристики і знижений ступінь стиснення за рахунок застосування поршнів від двигуна 2108. Крім того, на ньому встановлюється розподільник запалювання зі зміненою характеристикою відцентрового регулятора випередження запалювання. Версія для Китаю.

- ВАЗ-21072 — двигун 2105, 1,3 л., 8 кл., карбюратор, ремінний привід ГРМ.

- ВАЗ-21073 — двигун 1,7 л. 84 к. с, 8 кл., моновприск, каталітичний нейтралізатор вихлопних газів — експортна версія для європейського ринку.

- ВАЗ-21074 — двигун 2106, 1,6 л., 8 кл., карбюратор.

- ВАЗ-21074-20 — двигун 21067, 1,6 л., 8 кл., розподілене упорскування (Євро-2).

- ВАЗ-21074-30 — двигун 1,6 л., 8 кл., розподілене упорскування (Євро-3).

- ВАЗ-21076 — експортний варіант ВАЗ-2107 з двигуном ВАЗ-2103.

- ВАЗ-21077 — модель ВАЗ-2107 зовні повністю ідентична ВАЗ-2107, але з двигуном ВАЗ-21011 (з 1994 року). До 1994 року на автомобілі ВАЗ-21072 встановлювався двигун ВАЗ-2105.

- ВАЗ-21078 — експортний варіант ВАЗ-2107 з двигуном ВАЗ-2106 і з правим розташуванням рульового колеса.

- ВАЗ-21079 — модель ВАЗ-21079 зовні повністю ідентична ВАЗ-2107, але з двосекційним РПД ВАЗ-4132 потужністю 140 к.с. У 1997 року з'явився універсальний РПД для задньопривідних та передньопривідних ВАЗів ВАЗ-415. Автомобілі виготовлялися на замовлення спецслужб[1].

## ВАЗ-2107 в культурі
ВАЗ-2107 в СРСР, а потім в РФ отримав жартівливу назву - «Радянський Мерседес», або абревіатуру «ХБМ» («Хочу Бути Мерседесом»), за свої ґрати радіатора і відносну комфортабельність, в порівнянні з попередніми моделями ВАЗ.

## В сувенірній продукції
- Модель ВАЗ 2107 (А40) виготовлялась на заводі Радон з 1984 по 1987 рік.
- Фірма Агат (Моссар) виготовляє моделі масштабу 1:43.
- В журнальній серії "Автолегенды СССР" також вийшла модель ВАЗ-2107i, попри те що дана версія випускалася вже після 1992 року.